# Festo

Mapa de la Creta minoica, donde figura el yacimiento arqueológico de Festo.

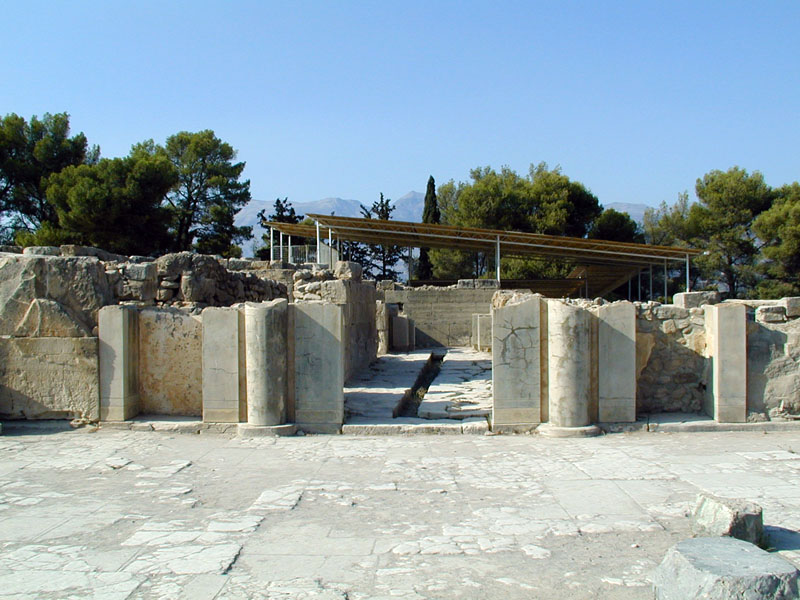
Entrada del ala principal del palacio.

Festo o Festos (en griego: Φαιστός, romanizado: Faistós) fue uno de los principales centros de la civilización minoica, y la más rica y poderosa ciudad del sur de Creta. Estaba situada al sur de la isla, cerca de la costa, en la llanura de Mesará y al sudoeste de Heraclión. Estaba próxima también a Gortina.
Su nombre, según la leyenda, derivaría de Festos, el hijo de Heracles que emigró de Sición a Creta. Su puerto se llamaba Mátala. Es una de las ciudades más antiguas de la isla.
En 2025 fue nombrado Patrimonio de la Humanidad por la UNESCO, junto a otros lugares de la cultura minoica.

## Historia
Fue habitada desde el neolítico. Fue una de las principales ciudades de la civilización minoica, desde la construcción de su primer palacio, hacia el 1900 a. C., que era el segundo de mayor extensión en Creta después del de Cnosos. La ciudad minoica ocupaba una gran extensión en los alrededores del palacio y controlaba una región que incluía la llanura de Mesará y los territorios costeros del sur. El palacio sufrió una primera destrucción hacia el 1700 a. C. pero se construyó un segundo palacio, que fue destruido en el siglo XV a. C.. Tras esa destrucción, el lugar tuvo una importancia secundaria en relación con la «villa» de Hagia Triada, situada a escasos kilómetros de distancia, pero la ciudad permaneció habitada durante los periodos micénico y geométrico hasta al menos el siglo VIII a. C. De hecho, el nombre de la ciudad está documentado en tablillas micénicas de lineal B bajo la forma pa-i-to. Es citada por Homero en el catálogo de las naves de la Ilíada.
Más tarde se construyó, al sur del viejo palacio, el llamado templo de Rea y surgió una ciudad helenística, que fue también muy próspera; restos de casas de este período aún se conservan al oeste del palacio. A mitad del siglo II a. C. la ciudad fue destruida por la vecina Gortina, que se anexionó su territorio.
En la región de Festo quedan también algunos restos de la presencia veneciana.

## Yacimiento arqueológico

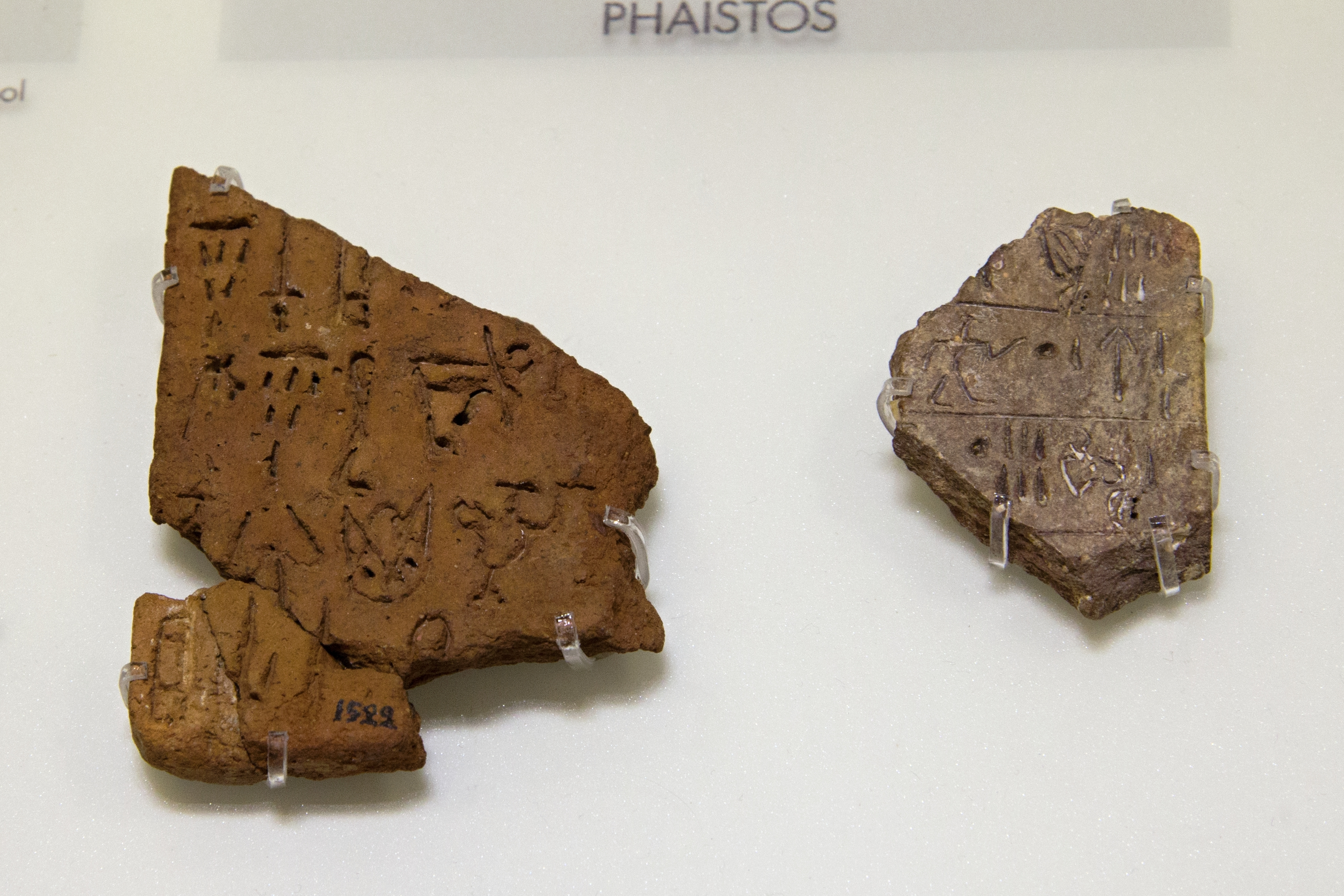
Inscripciones en lineal A halladas en Festo, Museo Arqueológico de Heraclión.

La excavación arqueológica de Festo comenzó en 1884 por obra de Federico Halbherr y fue continuada por la Escuela Italiana de Arqueología de Atenas (dirigida por Halbherr y Luigi Pernier) de 1900-1904 y por Doro Levi de 1950-1971. En ellas fueron descubiertos el antiguo palacio, el barrio real y los almacenes del palacio nuevo. Las ciudades minoica y helenística fueron halladas en Calara y en Agia Photeini, respectivamente al sudeste y noreste del palacio. Al oeste del palacio está la iglesia veneciana de San Jorge de Phalandra, cerca del sitio arqueológico de Hagia Triada y de Mátala.

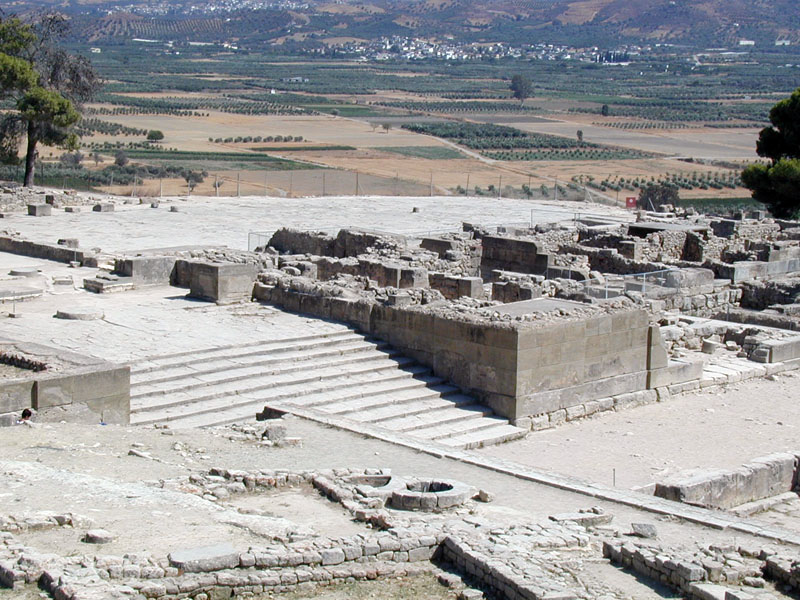
Entrada oeste del palacio.

A partir del II milenio a. C., hubo un asentamiento en el lugar en el que fue construido un primer palacio que, como los otros tres palacios cretenses de esta época (Cnosos, Malia y Zakros), son mal conocidos. Los vestigios permiten afirmar que se trataba de un edificio monumental.
La entrada al palacio se hacía desde el noroeste, por un patio occidental. Se trata de un patio pavimentado que es un vestigio del primer palacio. El segundo palacio estaba organizado en torno a un gran patio central rectangular. Las diferentes áreas dispuestas en torno a él incluían almacenes, salas de función religiosa y salas ceremoniales. En un extremo del patio se encuentran ocho gradas de veintidós metros de largo. Se supone que el público se sentaba en las gradas para ver espectáculos de taurocatapsia (personas, hombres o mujeres, saltando por encima de los cuernos de un toro) o ceremonias religiosas. Al suroeste del patio se puede ver todo un complejo de almacenes y grandes silos. Hacia el sur se encuentran salas de carácter religioso que incluyen dos baños lustrales y muros grabados con el símbolo de la doble hacha. Se estima que otras áreas del palacio tenían funciones residenciales y de talleres de producción. 
Festo, con Cnosos y Amnisos, forma parte de los nombres que han permitido a Michael Ventris descifrar la escritura lineal B. La ciudad es igualmente célebre por el disco de Festo, un objeto de arcilla encontrado en 1908, datado en el siglo XVI a. C., y cubierto de escritura jeroglífica.